# Diphyus taylorii
Diphyus taylorii là một loài tò vò trong họ Ichneumonidae.